# Алферов Олександр Михайлович
Олександр Михайлович Алферов (рос. Александр Михайлович Алфёров; нар. 2 листопада 1962, Кабанськ, Бурятська АРСР, РРФСР) — радянський та російський футболіст, нападник, тренер.

## Кар'єра гравця
1987 року виступав за смоленську «Іскру». Потім грав за «Селенгу», «Сахалін», «Зірка-Юніс-Сиб». Потім повернувся на сезон у «Селенгу» й незабаром поїхав до китайського «Шеньян Дунбей Люяо». Потім провів ще один сезон у «Селензі», з якої повернувся на два сезони до того ж китайського клубу, який змінив назву. Наступного сезону знову виступав за «Селенгу». Останнім клубом у кар'єрі футболіста став красноярський «Металург», у якому за три сезони зіграв у 84 матчах та відзначився 8-ма голами.

## Кар'єра тренера
Майже вся тренерська кар'єра Олександра Алферова пов'язана з красноярським «Металургом», в якому він працював в. о. головного тренера (2001, двічі у 2002), його асистентом (2002, 2004—2006, 2009, 2010), та головним тренером у 2003, 2007 роках, та з 2010 по 2013 рік.
Після призначення Алферова головним тренером «Металурга-Єнісея» у 2010 році завдання клубу не змінилося – вихід до першого дивізіону. Клуб достроково за тур до кінця першості забезпечив собі виступ у першому дивізіоні чемпіонату Росії, посів у зоні «Схід» перше місце.
30 березня 2011 року склав випускні іспити, завершив навчання у Вищій школі тренерів, та отримав тренерську ліцензію категорії «А», яка надавала право очолювати команду першого дивізіону.
За підсумками першості ФНЛ 2011/12 «Єнісей» посів 10 місце, а Олександр Алферов номінований на звання найкращого тренера вище вказаного турніру.
З 20 листопада 2013 року по 6 червня 2015 року працював головним тренером іркутського «Байкалу».
Наприкінці грудня увійшов до тренерського штабу Олександра Григоряна у «Промені-Енергії» (Владивосток). 20 квітня 2018 року після розірвання контракту з Григоряном призначений виконувачем обов'язків головного тренера до завершення сезону.

## Досягнення

### Особисті
«Металург-Єнісей»
- Найкращий тренер зони «Схід» Другого дивізіону (1): 2010